# Brigade
Brigade (с англ. Бригада) — десятый студийный альбом группы Heart, выпущенный 26 марта 1990 года. Этот альбом стал последним релизом группы, которому удалось превысить отметку в один миллион проданных копий — Brigade стал дважды платиновым. Альбом достиг третьего места в хит-параде Billboard Top Pop Albums.

## Об альбоме
Японская версия альбома содержит 3 дополнительных композиции — «Cruel Tears», «Never Stop Loving You» и «The Will to Love». Композиция «You’re the Voice» из репертуара австралийского певца Джона Фарнэма была записана группой Heart для этого альбома и выпущена на рекламном диске, но в сам альбом включена не была. Песня так и не вышла ни на одном студийном альбоме группы, но появилась в двух сборниках хитов Heart и в концертном альбоме Rock the House Live!.

## Список композиций
| №  | Название                             | Автор(ы)                                              | Длительность |
| -- | ------------------------------------ | ----------------------------------------------------- | ------------ |
| 1. | «Wild Child»                         | Роберт Джон «Матт» Ланг, Крейг Джойнер, Энтони Митман | 4:27         |
| 2. | «All I Wanna Do Is Make Love to You» | Роберт Джон «Матт» Ланг                               | 5:07         |
| 3. | «Secret»                             | Фрэнни Голд, Брюс Робертс                             | 4:12         |
| 4. | «Tall, Dark, Handsome Stranger»      | Холли Найт, Альберт Хаммонд                           | 4:02         |
| 5. | «I Didn’t Want to Need You»          | Дайан Уоррен                                          | 4:05         |
| 6. | «The Night»                          | Сэмми Хагар, Дэнни Кармасси, Энн Уилсон, Нэнси Уилсон | 4:53         |

| №  | Название                    | Автор(ы)                                                                     | Длительность |
| -- | --------------------------- | ---------------------------------------------------------------------------- | ------------ |
| 1. | «Fallen from Grace»         | Сэмми Хагар, Дэнни Кармасси, Джесси Хармс                                    | 4:02         |
| 2. | «Under the Sky»             | Энн Уилсон, Нэнси Уилсон, Сью Эннис                                          | 2:51         |
| 3. | «Cruel Nights»              | Дайан Уоррен                                                                 | 3:57         |
| 4. | «Stranded»                  | Джейми Кайл, Джефф Харрингтон                                                | 3:55         |
| 5. | «Call of the Wild»          | Энн Уилсон, Нэнси Уилсон, Говард Лизи, Марк Андес, Дэнни Кармасси, Сью Эннис | 4:01         |
| 6. | «I Want Your World to Turn» | Том Келли, Билли Стейнберг                                                   | 4:34         |
| 7. | «I Love You»                | Энн Уилсон, Нэнси Уилсон, Холли Найт, Альберт Хаммонд                        | 3:53         |

## Участники записи
- Энн Уилсон — вокал и бэк-вокал
- Нэнси Уилсон — акустическая гитара, электрогитара, губная гармоника, клавишные, мандолина, вокал и бэк-вокал
- Марк Андес[англ.] — бас-гитара, бэк-вокал
- Ким Баллард[англ.] — клавишные
- Дэнни Кармасси — барабаны
- Эмилио Кастильо — духовые
- Стив Гроу, Грег Адамс, Стивен Купка, Ли Торнбург — духовой оркестр
- Говард Лизи[англ.] — гитара, ритм-гитара, клавишные, мандолина, бэк-вокал
- Ричи Дзито[англ.] — гитара

## Позиции в хит-парадах и коммерческие показатели
| Год  | Хит-парад                           | Высшая позиция | Пребывание |
| ---- | ----------------------------------- | -------------- | ---------- |
| 1990 | Австралия (ARIA)                    | 11             | 11 недель  |
| 1990 | Великобритания (UK Albums Chart)    | 3              | 20 недель  |
| 1990 | Европа (European Top 100 Albums)    | 10             | нет данных |
| 1990 | Исландия (Íslenski Listinn Topp 10) | 7              | нет данных |
| 1990 | Канада (RPM Albums Chart)           | 2              | 52 недели  |
| 1990 | Нидерланды (Album Top 100)          | 16             | 20 недель  |
| 1990 | Новая Зеландия (RMNZ)               | 7              | 10 недель  |
| 1990 | Норвегия (VG-lista)                 | 7              | 19 недель  |
| 1990 | США (Billboard Top Pop Albums)      | 3              | 49 недель  |
| 1990 | Финляндия (Suomen virallinen lista) | 2              | 21 неделя  |
| 1990 | ФРГ (Offizielle Top 100)            | 14             | 19 недель  |
| 1990 | Швейцария (Schweizer Hitparade)     | 11             | 18 недель  |
| 1990 | Швеция (Sverigetopplistan)          | 2              | 10 недель  |
| 1990 | Япония (Oricon)                     | 6              | 11 недель  |

| Хит-парад (1990)                 | Высшая позиция |
| -------------------------------- | -------------- |
| Европа (European Top 100 Albums) | 44             |

|  | Этот раздел нужно дополнить. Пожалуйста, улучшите и дополните раздел. (12 марта 2025) |